# نايل سات 201
هو قمر صناعي مصري وأحد أقمار الجيل الثاني لأقمار النايل سات، أُطلق في الرابع من أغسطس من العام 2010. واستمرت عملية الإقلاع حوالي 27 دقيقة.

## أصل القمر
تم تصنيعه بواسطة شركة تاليس إلينيا سبيس وهي شركة فرنسية وتم إطلاقه على الصاروخ أريان 5 من جويانا الفرنسية في 4 أغسطس 2010. وتم بدء البث التجريبى له في سبتمبر 2010 ويزن 3.2 طن ويحمل القمر 24 جهاز إرسال يعمل على النطاق الترددي كي يو ku بالإضافة إلى 4 أجهزة إرسال عاملة على نطاق كي إيه ka مما سيمكن قمر نايل سات 201 من توسيع خدماته ليشمل بالإضافة إلى خدمات بث التليفزيون الرقمي وقنوات الراديو والتليفزيون عالي الجودة والتليفزيون ثلاثي الأبعاد خدمات النطاق العريض التي من شأنها تعزيز قدرات خدمات بث التليفزيون عبر الإنترنت داخل منطقة تغطية نايل سات 201.

## وصلات خارجية
- الموقع الرسمي